# Збиловиці
Збиловиці (пол. Zbyłowice) — село в Польщі, у гміні Ренчно Пйотрковського повіту Лодзинського воєводства.
У 1975-1998 роках село належало до Пйотрковського воєводства.